# Multiplicador de frequência óptica
Um multiplicador de frequência óptica é um dispositivo óptico não linear no qual fótons interagindo com um material não linear são efetivamente "combinados" para formar novos fótons com maior energia, e portanto maior freqüência (e comprimento de onda mais curto). Atualmente, dois tipos de dispositivos são comuns: duplicadores de frequência, frequentemente baseados em niobato de lítio (composto abreviado na literatura em inglês como LN, lithium niobate), tantalato de lítio (LT, lithium tantalate), fosfato de titanil potássio (KTP, potassium titanyl phosphate) ou triborato de lítio (LBO, lithium triborate), e triplicadores de frequência tipicamente feitos de fosfato diidrogênio de potássio (KDP, potassium dihydrogen phosphate). Ambos são amplamente utilizados em experiências ópticas que usam lasers como uma fonte de luz.
Existem dois processos que são comumente usados para alcançar a conversão: geração de segundo harmônico (SHG, second harmonic generation, também chamada duplicação de frequência), ou geração de frequência soma a qual soma duas frequências são similares. A geração de terceiro harmônico direta (THG, third harmonic generation, também chamada triplicação de frequência) também existe e pode ser usada para detectar uma interface entre materiais de diferente excitabilidade. Por exemplo, tem sido usada para obter o contorno de células em embriões, onde as células são separadas por água, ou na obtenção do contorno de tumores cerebrais em humanos.